# Короткокошик Ґегеба
Короткокошик Ґегеба (Brachythecium geheebii) — вид мохів порядку гіпнобрієвих (Hypnales).

## Поширення
Ареал охоплює такі частини світу: Європа.